# Талахамані
Талахамані (Талакамані) (д/н — 431 до н. е.) — цар Куша в 435–431 роках до н. е.

## Життєпис

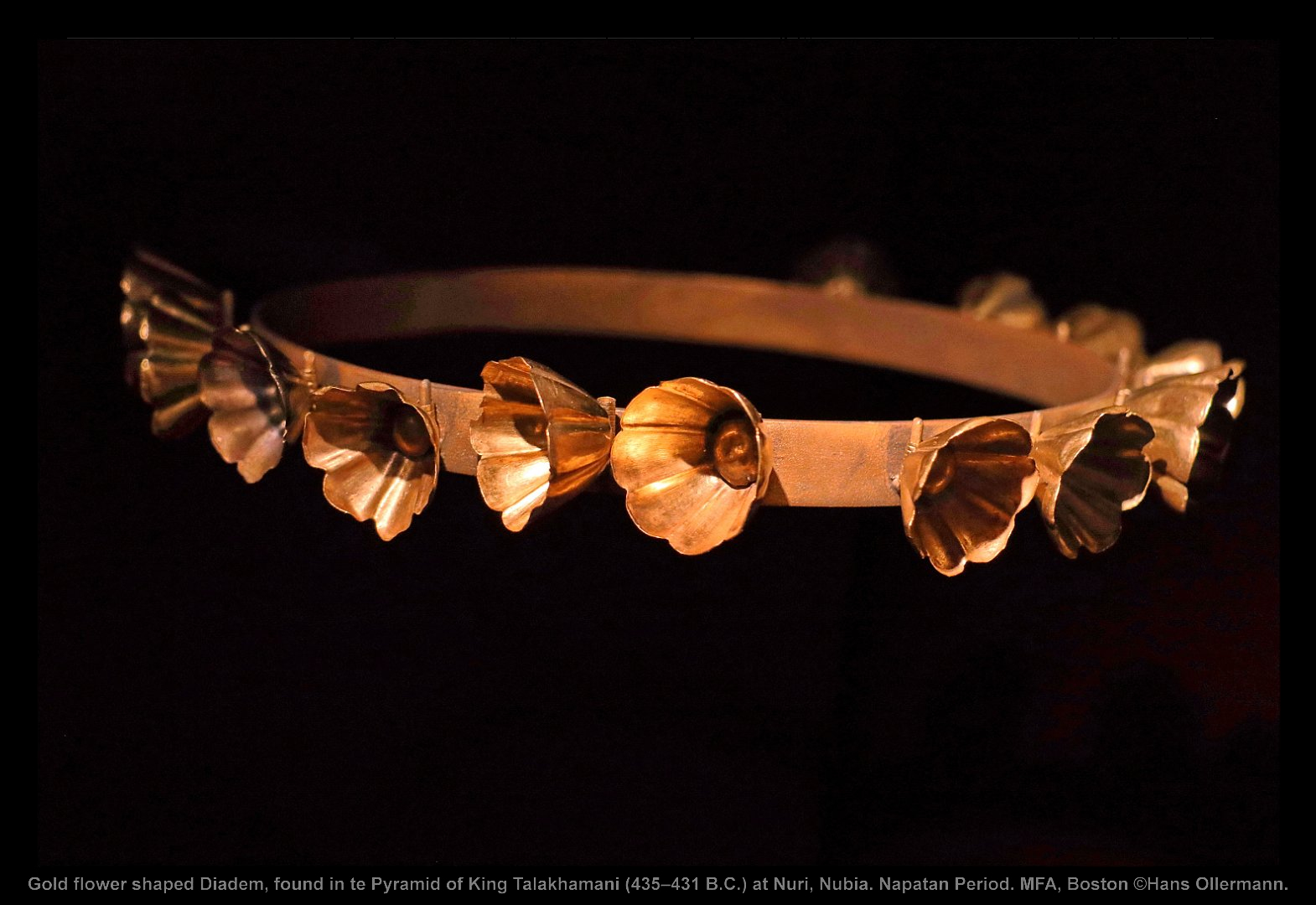
Золота діадема Талахамані

Молодший син царя Насахми та Сака'айє. Зі сходженням трон близько 463 року до н. е. його старшого брата Малевіебамані призначається очільником кушитського війська. Про його діяльність на цій посаді обмаль відомостей.
435 року до н. е. після смерті брата посів трон куша. Одружився з удовою померлого — Ахасані, від якої мав доньку Атасамале. Відомі його написи в Каві.
Панував до 431 року до н. е. в Мерое. Поховано в піраміді №14 в Нурі. Йому спадкував небіж Аманінетейєріка.